# 竜と勇者と配達人
『竜と勇者と配達人』（りゅうとゆうしゃとはいたつにん）は、グレゴリウス山田による日本の漫画。2016年2月24日から『となりのヤングジャンプ』（集英社）にて連載開始、2018年6月19日から『ウルトラジャンプ』（同社）で同時連載。2023年7月28日に最終回が公開された。全9巻。他に個人出版の『私家版』（番外編、設定資料）1巻がある。
中世ヨーロッパ風ファンタジー世界を舞台に、駅逓局（えきていきょく）に務めるハーフエルフの新人配達人吉田が様々な依頼に悪戦苦闘する様を描いたエンタテイメント作品。

## あらすじ
かつて剣と魔法が支配すると言われていた世界も、今は力と混沌ではなく平和と秩序の中で暮らしたいと願った人々の力により、何年もかけ都市を築き領主から独立していった。
皇帝都市アイダツィヒの駅逓局に務める配達人吉田は、主に津々浦々の皆様に書簡を届ける仕事をしていたが、ある日僻地で暮らす魔術師「深緑のオズワール」に土地差し押さえの督促状を届けることになった。

## 登場人物
職業やレベルは登場時のもの。

### 主要キャラクター
短慮の吉田（配達人見習いLV6、従者LV2）
アイダツィヒ駅逓局に勤めるハーフエルフの少女。本作の主人公。「役所的な何か」に憧れ人間社会で役人見習いとして働き始め、物語開始時点で半年ほどが経過している。秩序や役人根性を好み、職務には忠実だが、頭の固い融通の利かない面がある。近眼で眼鏡着用。戦闘力は一般女性と大差無いが、敏捷性には優れる。
制服では無いが、慣例に則り黒を基調とした服装で、膝上のスカート姿は「やや蛮族的」と評されている。
配達人は、現代日本の郵便局員のような職務で、役人とされる。従者は一定以上のレベルに達した騎士に従うもので、吉田の騎士は先輩のシゲルドであるが、当人は知らないまま過ごしていた。森から出て人間社会で働き始めた際の慌しい中で契約書を混入されたことによる。
作中世界においては条件を整えれば死から蘇生が可能で、吉田は職務達成に執着し自身の報酬より高額な蘇生費用を覚悟の上で、1度の配達で3度命を落としたこともある。
作中の人々は吉田を除き西欧風の名前で、宗教や慣習なども異なると描写されているエルフ特有のものである可能性がある。自身の母に宛てた手紙で「吉田」と称しているため、恐らく姓では無く名である。吉田らエルフは本来は森に暮らし、食習慣はじめ人間社会とは相違が多い。
シゲルドに対しては、恋愛対象として意識する好意を持つような言動もあるが、同時に労働者としての怠惰さを日々蔑視してもいる。
遁走のシゲルド（配達人LV15、盗賊騎士LV49、木こりLV9）
アイダツィヒ駅逓局勤務の配達人。吉田の先輩であり、直属の上司にあたる。元は達人級の盗賊騎士で戦闘力なども相応に高く、配達人の職においても荒事対処を期待されての登用であったが、怠惰で怠け癖が強く、さほど働かない。従者として吉田を付けられたのも責任感を持たせるためであったが、仕事はおろか家事雑用まで押し付ける濫用振りを発揮している。
吉田は、職場の後輩であると同時に従者にあたる。人間社会での身分保証を持たない吉田の書類上の後見人的な立場も兼ねている。
かつては戦場でも名の知れた人物であったようで、格闘術などにも優れるが、全盛期よりは大きく劣っている模様。
基本的に吉田を粗雑に扱っているが、危機が及べば率先して対応し、深夜には帰宅時に送り届けると言った行動も少なくない。
幼少期には、「じい」と呼ぶ使用人らしき老人に付き従われ、彼から「若」と呼ばれており、それなりの家柄の出と思われる。本人の弁によれば「継げるような不動産も碌に無し」の三男坊。幼いころには勤勉に過ごし立派な大人になるよう諭され、それに素直に応えている。

## 作中世界
現実の中世ヨーロッパに酷似した世界であるが、ドラゴンなどのモンスターや、魔法は実在する。主人公の吉田もハーフエルフである。
主な舞台となっているアイダツィヒは「皇帝都市」であり、都市国家群アイダツの中心都市のひとつとされている。
都市は、膨大な法令などで管理されていて、作中で起こる面倒ごとの多くや、一見理不尽に思える事態も、そうした複雑な「法と秩序」を基に発生している。あらゆる場面で法令、役人、各種の手続きが必要とされている。また、一見非現実的な作中の法令や制度、職業は、現実の中世ヨーロッパに実在していたものも少なくない。
駅逓局
現代日本における郵便局の役割を持つ役所。公文書や一般の書簡などの配達業務を扱い、これにより得た届け先などの情報を他の役所と共有することで、徴税や違法行為の摘発など都市の秩序管理の一端も担う。
都市の拡大に伴い、無計画な建築や届出無しの居住などが増加、整理された住所表記なども定着していないため、配達は困難な作業となっている。
配達人個々に技量などに応じた報酬が設定されている模様であり、第1話での見習い人としての吉田の仕事では1件当たり「危険手当・諸経費込みで1万エン（1エン＝現代日本の約1円）」とある。郵便料金としては高額にも思えるが、当然ながら移動は徒歩が基本であり、命を落とす可能性も高い断崖絶壁をモンスターの襲撃も覚悟で半日上り詰めるような配達仕事の報酬である。
レベル
作中世界での「レベル」は、各人の職業に対し専門の役人である経験値記録官や所属先の上司などによる評価を元に、所定の手続きを経て上昇していく。
基本的にはLV10を目安に一人前と見做される模様で、物語開始時点の吉田は、LV6の「見習い」である。「高レベルの勇者」とされる人物がLV51、彼のパーティのメンバーも、LV40以上で構成されていた。
二つ名
個人名の前に二つ名を持つシステムとなっており、「人が決める」とされ、何らかの時点で定められていると思われる（自身で決めて名乗っているものではない描写による）。
改名籤の購入、もしくはLV10になると無償で得られる同籤により、抽選での改名は認められているが、こちらは「神による」とされ、やはり自由には決められない。
吉田は自身の二つ名「短慮」を好ましいものに改名する機会を得るが、より劣悪なものが提示され、これを取り消すために散財する羽目となっている。
アイダツィヒ考証局
舞台となる都市の役所のひとつとして登場するが、基本的に単行本巻末のおまけ漫画扱いとなっている。「作中の矛盾の辻褄を合わせる」ことを職務としており、メタフィクション的な構造ともなっている。
作中世界は「地球」では無いが、実在の中世ヨーロッパを模している。しかし、当時のヨーロッパには無い、あるいは一般的で無かった食品などが意図的に多数登場するが、これらは「登場してしまった」事実に応じて考証局員が裏工作を行い「辻褄」を合わせている。
一例として、作中で頻繁に登場するトマト（赤茄子と表記される）などは、中世ヨーロッパには出回っていない。これは矛盾点であるとして局員らは役人らしく事務手続きを経て時間遡行を経て「新大陸」に渡り、種子などを入手、アイダツィヒ周辺の農村などで栽培させ、民間に普及させるための工作を行なっている。

## 書誌情報
- グレゴリウス山田 『竜と勇者と配達人』 集英社〈ヤングジャンプ・コミックス〉、全9巻
  1. 2017年1月19日発売[2]、ISBN 978-4-08-890566-2
  2. 2017年10月19日発売[3]、ISBN 978-4-08-890746-8
  3. 2018年5月18日発売[4]、ISBN 978-4-08-891018-5
  4. 2018年12月19日発売[5]、ISBN 978-4-08-891155-7
  5. 2019年7月19日発売[6]、ISBN 978-4-08-891358-2
  6. 2020年3月19日発売[7]、ISBN 978-4-08-891482-4
  7. 2021年8月18日発売[8]、ISBN 978-4-08-891794-8
  8. 2022年9月16日発売[9]、ISBN 978-4-08-892449-6
  9. 2023年10月19日発売[10]、ISBN 978-4-08-893003-9
- グレゴリウス山田 『竜と勇者と配達人 私家版』 個人出版、全1巻（番外編、設定資料）
  1. 2023年10月19日発売[11]